# Proteína de fusão
Uma proteína de fusão ou proteína híbrida é uma proteína artificial obtida a partir de um gene de fusão, o qual é criado ao juntar partes de dois genes diferentes.